# Adolph Scherling
Adolph Scherling, född under 1700-talets senare hälft, död okänt år troligen i Danmark, var en svensk schatullmakare.
Han var son till schatullmakaren Anders Scherling och Maria Bergström. Scherling fick sin första utbildning av sin far som senare följdes av studier vid Konstakademien i Stockholm 1785. Han var därefter verksam i Sverige fram till 1809 då han överflyttade sin verksamhet till Köpenhamn. 